# STS-7
STS-7 va ser la 7a missió del Transbordador Espacial de la NASA, i la segona missió del Transbordador Espacial Challenger. Durant la missió, el Challenger va desplegar diversos satèl·lits a l'òrbita. El transbordador va ser llançat des del Kennedy Space Center el 18 de juny de 1983, i va aterrar a l'Edwards Air Force Base el 24 de juny. STS-7 va destacar en transportar a Sally Ride, la primera astronauta d'Amèrica.

## Tripulació
| Posició                     | Astronauta                             | Astronauta                             |
| --------------------------- | -------------------------------------- | -------------------------------------- |
| Comandant                   | Robert L. Crippen Segon vol espacial   | Robert L. Crippen Segon vol espacial   |
| Pilot                       | Frederick H. Hauck Primer vol espacial | Frederick H. Hauck Primer vol espacial |
| Especialista de la Missió 1 | John M. Fabian Primer vol espacial     | John M. Fabian Primer vol espacial     |
| Especialista de la Missió 2 | Sally K. Ride Primer vol espacial      | Sally K. Ride Primer vol espacial      |
| Especialista de la Missió 3 | Norman E. Thagard Primer vol espacial  | Norman E. Thagard Primer vol espacial  |

### Tripulació de suport
- John E. Blaha

- Guy S. Gardner
- Terry J. Hart
- Jon A. McBride
- Bryan D. O'Connor (entry CAPCOM)